# Айн-эль-Араб (район)
Айн-эль-Араб (араб. عين العرب‎/курд. Kobanî) — район (минтака) в составе мухафазы Халеб, Сирия. Административным центром является город Айн-эль-Араб (Кобани).

## География
Район расположен в северо-восточной части мухафазы Халеб, на границе с Турцией. На востоке и юге граничит с мухафазой Ракка, на севере с Турцией, на западе по реке Евфрат с районами Джераблус и Манбидж.

## Административное деление
Район разделён на 4 нахии. Нахия Эль-Джалабия была образована из части нахии Саррин в 2009 году.
| Нахия        | Административный центр | Население (2004 г.), чел. | Карта |
| ------------ | ---------------------- | ------------------------- | ----- |
| Айн-эль-Араб | Айн-эль-Араб           | 81 424                    |       |
| Шуюх-Тахтани | Шуюх-Тахтани           | 43 861                    |       |
| Саррин       | Серрин-эш-Шималия      | 69 931                    |       |
| Эль-Джалабия | Шалабия                | 69 931                    |       |